# Episodi di Blue Bloods (seconda stagione)
La seconda stagione della serie televisiva Blue Bloods è stata trasmessa in prima visione negli Stati Uniti d'America da CBS dal 23 settembre 2011 all'11 maggio 2012.
In lingua italiana, nella Svizzera italiana la stagione ha debuttato in prima assoluta su RSI LA2 dal 12 febbraio 2012. In Italia, Rai 2 ha invece trasmesso i primi dieci episodi della stagione dal 9 marzo al 18 maggio 2012; dal 10 settembre 2012, Rai 2 ha trasmesso i restanti episodi della seconda metà della seconda stagione.
| nº | Titolo originale    | Titolo italiano              | Prima TV USA      | Prima TV Svizzera |
| -- | ------------------- | ---------------------------- | ----------------- | ----------------- |
| 1  | Mercy               | Un nuovo sindaco             | 23 settembre 2011 | 12 febbraio 2012  |
| 2  | Friendly Fire       | Errore fatale                | 30 settembre 2011 | 19 febbraio 2012  |
| 3  | Critical Condition  | Situazione critica           | 7 ottobre 2011    | 26 febbraio 2012  |
| 4  | Innocence           | Innocenza                    | 14 ottobre 2011   | 4 marzo 2012      |
| 5  | A Night on the Town | Una notte speciale           | 21 ottobre 2011   | 11 marzo 2012     |
| 6  | Black and Blue      | Nero e blu                   | 4 novembre 2011   | 18 marzo 2012     |
| 7  | Lonely Hearts Club  | Cuori solitari               | 11 novembre 2011  | 25 marzo 2012     |
| 8  | Thanksgiving        | Il Giorno del Ringraziamento | 18 novembre 2011  | 1º aprile 2012    |
| 9  | Moonlighting        | Doppio lavoro                | 2 dicembre 2011   | 8 aprile 2012     |
| 10 | Whistle Blower      | L’informatore                | 6 gennaio 2012    | 15 aprile 2012    |
| 11 | The Uniform         | La divisa                    | 13 gennaio 2012   | 22 aprile 2012    |
| 12 | The Job             | Il mestiere                  | 3 febbraio 2012   | 29 aprile 2012    |
| 13 | Leap of Faith       | Atto di fede                 | 10 febbraio 2012  | 6 maggio 2012     |
| 14 | Parenthood          | Genitori e figli             | 17 febbraio 2012  | 13 maggio 2012    |
| 15 | The Life We Chose   | La vita che scegliamo        | 24 febbraio 2012  | 20 maggio 2012    |
| 16 | Women with Guns     | Donne con le pistole         | 2 marzo 2012      | 27 maggio 2012    |
| 17 | Reagan V. Reagan    | Reagan contro Reagan         | 9 marzo 2012      | 3 giugno 2012     |
| 18 | No Questions Asked  | Niente domande               | 30 marzo 2012     | 8 luglio 2012     |
| 19 | Some Kind of Hero   | Gran bell'eroe               | 6 aprile 2012     | 15 luglio 2012    |
| 20 | Working Girls       | Conflitto d'interesse        | 27 aprile 2012    | 22 luglio 2012    |
| 21 | Collateral Damage   | Danni collaterali            | 4 maggio 2012     | 19 agosto 2012    |
| 22 | Mother's Day        | La festa della mamma         | 11 maggio 2012    | 26 agosto 2012    |

## Un nuovo sindaco
- Titolo originale: Mercy
- Diretto da: Michael Pressman
- Scritto da: Kevin Wade

### Trama
Dopo l'omicidio di un sostenitore di un sindaco eletto, Frank rimane commissario e Jamie ottiene il suo primo incarico sotto copertura. Jamie lega con un cliente sospetto che si rivela di avere un legame con una famiglia mafiosa.

## Errore fatale
- Titolo originale: Friendly Fire
- Diretto da: John Polson
- Scritto da: Brian Burns

### Trama
Danny si trova a dover affrontare un'indagine degli Affari Interni per aver sparato a un poliziotto sotto copertura che non si é identificato.

## Situazione critica
- Titolo originale: Critical Condition
- Diretto da: Ralph Hemecker
- Scritto da: Thomas Kelly

### Trama
Danny, indagando su una rapina finita male con una situazione di ostaggi, scopre che uno dei rapinatori era un membro dell'unità di polizia segreta di Frank. Nel frattempo Jamie ottiene temporaneamente una nuova partner Luisa Sosa per un incarico.

## Innocenza
- Titolo originale: Innocence
- Diretto da: Alex Zakrewski
- Scritto da: Siobhan Bryne-O'Connor

### Trama
Il procuratore distrettuale Rossellini incarica Erin di riaprire un vecchio caso di stupro in cui aveva indagato Frank. Nel frattempo Danny e Jackie indagano su una sparatoria nel parco, Jamie e Renzulli si occupano di un furto e Nicky va in città di notte senza accompagnatore.

## Una notte speciale
- Titolo originale: A Night on the Town
- Diretto da: Ralph Hemecker
- Scritto da: Kewin Wade

### Trama
Danny e Linda stanno per partire per un weekend, ma lo stesso Danny si destreggia tra le indagini su un incidente mortale e un caso di frode medica. Jamie riprende il suo incarico sotto copertura per incastrare un boss mafioso.

## Nero e blu
- Titolo originale: Black and Blue
- Diretto da: Alex Chapple
- Scritto da_ Brian Burns

### Trama
Frank affronta una crisi politica dopo che Jamie e Renzulli vengono feriti durante una chiamata per rapina e stempera una situazione di tensione fomentata da un leader della comunità che sta agitando la folla, il reverendo Potter.

## Cuori solitari
- Titolo originale: Lonely Hearts Club
- Diretto da: Félix Alcalá
- Scritto da: Vanessa Rojas

### Trama
Jackie s'infiltra come escort per cercare di rintracciare un serial killer di prostitute, invece Erin incontra un uomo in una galleria d'arte, Frank si occupa delle richieste contrattuali del sindacato del poliziotto mentre affronta i tagli al budget.

## Il Giorno del Ringraziamento
- Titolo originale: Thanksgiving
- Diretto da: Steve Gomer
- Scritto da: Shaun Cassidy

### Trama
Alla vigilia del Ringraziamento, Henry viene colto da un infarto e viene portato in ospedale. Mentre Jamie e Renzulli sono di pattuglia, assistono alla morte di una donna e Danny e Jackie indagano su un apparente suicidio, scoprendo che potrebbe non essere ciò che sembra. Frank non è d'accordo con il sindaco Poole per una minaccia terroristica.

## Doppio lavoro
- Titolo originale: Moonlighting
- Diretto da: Robert Harmon
- Scritto da: Kevin Wade

### Trama
Danny e Sam Kraw trascorrono la giornata a localizzare i corpi di numerose vittime con l'aiuto di un ex mafioso. Invece Jamie lavora in un'operazione di boiler room per scoprire i segreti sulla famiglia mafiosa.

## L'informatore
- Titolo originale: Whistle Blower
- Diretto da: Robert Harmon
- Scritto da: Thomas Kelly

### Trama
Quando l'informatore confidenziale di Erin viene ucciso, la stessa Erin s'impegna per aiutare Danny e Jackie nelle indagini. Frank affronta le ramificazioni di un potenziale caso di brutalità della polizia ripreso in un video.

## La divisa
- Titolo originale: The Uniform
- Diretto da: Alex Zakrzewski
- Scritto da: John Moskowitz

### Trama
Danny e Jackie indagano sull'omicidio in un fast food e Jamie accetta un secondo lavoro per aiutare a pagare i suoi prestiti per la facoltà di giurisprudenza di Harward.

## Il mestiere
- Titolo originale: The Job
- Diretto da: Nick Gomez
- Scritto da: Brian Burns

### Trama
Mentre torna a casa con la sua famiglia, Danny investe un molestatore di bambini appena uscito di prigione. Un altro uomo, che stava inseguendo il primo, spara verso Danny e il proiettile manca di poco i ragazzi.

## Atto di fede
- Titolo originale: Leap of Faith
- Diretto da: David M. Barrett
- Scritto da: David Black

### Trama
Danny e Jackie indagano sulla misteriosa morte di una donna benestante, mentre Frank indaga su una voce su un parroco.

## Genitori e figli
- Titolo originale: Parenthood
- Diretto da: John Polson
- Scritto da: Siobhan Bryne-O'Connor

### Trama
I Reagan discutono su quello che è successo ad una famiglia derubata con un aggressore ucciso, invece Frank lotta con le accuse mosse contro la figlia del sindaco Poole.

## La vita che scegliamo
- Titolo originale: The Life We Chose
- Diretto da: Félix Alcalá
- Scritto da: Thomas Kelly

### Trama
Quando un caro amico della famiglia Reagan viene ucciso, Linda e i ragazzi si preoccupano per Danny, mentre Henry e Nicky si preparano per un duetto in parrocchia.

## Donne con le pistole
- Titolo originale: Women with Guns
- Diretto da: Martha Mitchell
- Scritto da: Kewin Wade

### Trama
Frank è sconvolto quando una sua amica giornalista viene aggredita da uno sconosciuto e Danny e Jackie indagano. Nel frattempo, il caso sotto copertura di Jamie che indaga sulla famiglia mafiosa giunge a una fase critica.

## Reagan contro Reagan
- Titolo originale: Reagan Vs. Reagan
- Diretto da: Jim McKay
- Scritto da: Ed Zuckerman

### Trama
Mentre Erin inizia un processo che accusa una donna dell'omicidio del ricco marito, uno degli avvocati della donna viene ucciso e Danny indaga sull'omicidio. Nel frattempo, Frank si occupa di alcuni addebiti fraudolenti effettuati su una carta di credito istituzionale.

## Niente domande
- Titolo originale: No Questions Asked
- Diretto da: Christine Moore
- Scritto da: Vanessa Rojas e Brian Burns

### Trama
Danny si trova in una situazione difficile mentre indaga su una rapina, mentre Jamie aiuta Nicky a gestire il problema sui social media della sua amica Diane causato da una foto audace.

## Gran bell'eroe
- Titolo originale: Some Kind of Hero
- Diretto da: Alex Zakrzewski
- Scritto da: Siobhan Bryne-O'Connor

### Trama
Danny provoca scalpore nel dipartimento quando indaga sul suicidio di un pompiere, mentre Jamie salva un neonato da un edificio in fiamme mettendo a rischio la sua operazione sotto copertura, fortunatamente Frank riesce a convincere Renzulli a prendersi il merito e tenere al sicuro l'identità di Jamie

## Conflitto d'interesse
- Titolo originale: Working Girls
- Diretto da: James Whitmore, Jr.
- Scritto da: Ian Biederman

### Trama
Danny e Jackie vengono incaricati di proteggere un testimone chiave in un processo alla mafia russa, ma quando subisce un agguato, scoprono che c'è una fuga di notizie. Intanto a Erin viene offerto il posto di vicesindaco.

## Danni collaterali
- Titolo originale: Collateral Damage
- Diretto da: Ralph Hemecker
- Scritto da: Kevin Wade e Thomas Kelly

### Trama
Danny e Jackie indagano sull'omicidio di un investitore di alto livello, mentre Frank mette Jamie ai domiciliari, in quanto la famiglia mafiosa in cui si era infilato ha diramato una taglia sulla sua testa.

## La festa della mamma
- Titolo originale: Mother's Day
- Diretto da: Michael Pressman
- Scritto da: Brian Burns

### Trama
Frank deve muoversi per impedire un attentato terroristico, tenendolo segreto alla sua famiglia durante la festa della mamma.